# Kerepes
Kerepes là một làng thuộc hạt Pest, Hungary. Làng này có diện tích 24,08 km², dân số năm 2010 là 9975 người, mật độ 414 người/km².

## Người nổi tiếng
- Zoltán Sándor (sinh năm 1928), cựu vận động viên bắn súng

## Thành phố kết nghĩa
Kerepes kết nghĩa với:
- Dealu, Romania
- Dolné Obdokovce, Slovakia
- Hořice, Cộng hòa Séc
- Pabianice, Ba Lan